# Petar Kuničić
Petar Kuničić (Dol, Stari Grad, Hvar, 1862. − Split, 1940.) je bio hrv. pučki učitelj, pisac, pjesnik, putopisac, prevoditelj, autor stručnih radova i hrvatski rodoljub. 

## Životopis
Rodio se je u Dolu kod Starog Grada na otoku Hvaru. Pohađao je učiteljsku školu. 

Učiteljevao je diljem Dalmacije.Dok je radio na Visu sastavio je djelo Viški boj u kojem je pjesnički opisao onodobni Vis. Poslije Visa, službovao je u Blatu na Korčuli, a od 1901. u Starom Gradu na Hvaru, gdje je proveo najviše radnog staža. Ondje je postao školski ravnatelj. 
1908. objavio je knjigu Hrvati na Ledenom moru koja je postigla veliki uspjeh kod čitateljstva, a zasnivala se na izvješćima austro-ugarske ekspedicije na Arktiku.
Politički je bio aktivan, a naginjao je k Strossmayeru.
U kulturi je zaslužan kao jedan od osnivača Hrvatske čitaonice u Blatu na Korčuli, koja je osnovana 1880. kao Narodna čitaonica, a od 1897. nosi ime Hrvatska čitaonica. Petar Kuničić je bio dugogodišnjim tajnikom ove ustanove.
Nakon tiskanja novih čitanaka u za osnovne škole u Dalmaciji u kojima su austrijske vlasti planski izostavile hrvatsko i srpsko ime (pod izlikom izbjegavanja hrvatsko-srpskog nacionalnog trvenja), htjedovši od udžbenika napraviti anacionalno nastavno sredstvo, dalmatinski su učitelji reagirali kritikama, pri čemu se Petar Kuničić istakao tekstom u Narodnom listu.
O Petru Kuničiću objavljen je zbornik radova Petar Kuničić učitelj, pisac, rodoljub,sa skupa održanog u Dolu 23. kolovoza 2013. godine.